# Krzyż Wiktorii

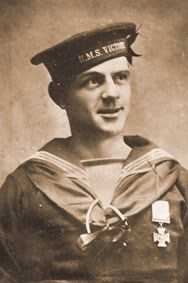
Marynarz odznaczony Krzyżem Wiktorii

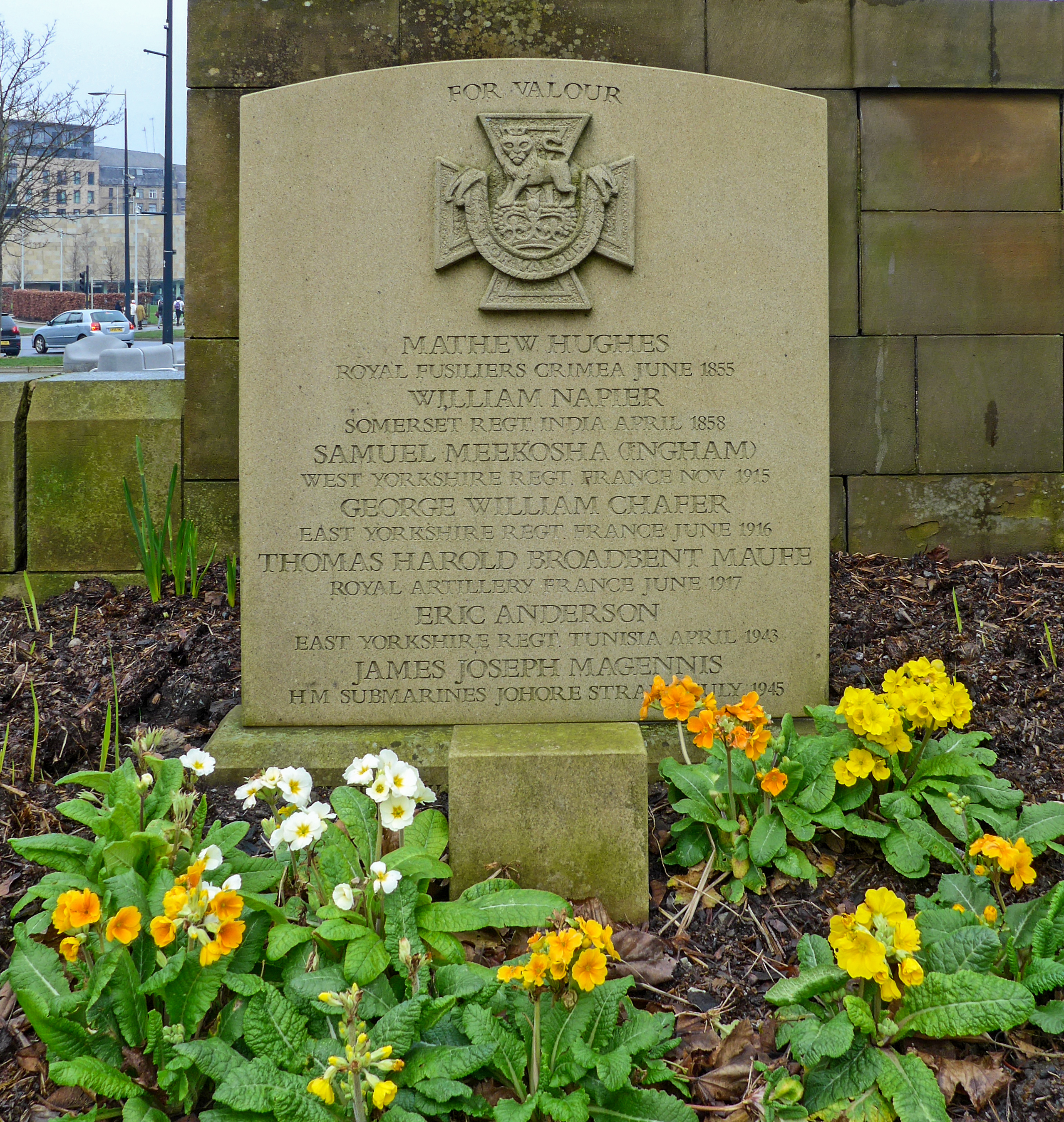
Grób żołnierza odznaczonego Krzyżem Wiktorii z podobizną odznaczenia na nagrobku

Krzyż Wiktorii (ang. Victoria Cross, w skrócie: VC) – najwyższe odznaczenie wojenne Imperium brytyjskiego. Wręczane jest wojskowym Wielkiej Brytanii lub Wspólnoty Brytyjskiej wszystkich rang i osobom cywilnym pozostającym pod władzą wojskową. Nazwa pochodzi od królowej Wiktorii.
Odznaczenie wręczane jest za „przykładną odwagę, szczególny akt poświęcenia lub wyjątkowe oddanie obowiązkom w obliczu nieprzyjaciela”. Osoba odznaczona Krzyżem Wiktorii ma prawo umieszczać po swoim nazwisku litery „VC”, np. „John Doe, VC”.
Bardzo ważny jest fakt, że jako najwyższe wyróżnienie w Brytyjskiej Wspólnocie Narodów (w kolejności starszeństwa nawet przed Orderem Podwiązki) Krzyż Wiktorii jest tylko odznaczeniem, a nie orderem. Nie posiada kapituły i innych cech charakterystycznych dla orderów.

## Historia
Odznaczenie zostało ustanowione 29 stycznia 1856 roku, pod koniec wojny krymskiej. Od tamtego momentu nadano je 1356 razy oraz 3 razy po raz drugi (stan na rok 2015). Największą liczbę Krzyży jednego dnia – aż 24, przyznano 16 listopada 1857 po odsieczy Lucknow podczas powstania sipajów. Najwięcej Krzyży za jedną bitwę (11) wręczono po bitwie pod Rorke’s Drift podczas wojny brytyjsko-zuluskiej (22 stycznia 1879). Największą liczbę Krzyży za jeden konflikt nadano w okresie I wojny światowej – 634 (z czego tylko 19 Krzyży otrzymali lotnicy). Po II wojnie światowej nadano go jedynie 12 razy. Dwa Krzyże przyznano uczestnikom wojny o Falklandy (1982), a po dłuższej przerwie kolejnymi odznaczono 18 marca 2005 roku szeregowego Johnsona Beharry’ego za męstwo podczas działań w Iraku i 14 grudnia 2006 roku pośmiertnie kaprala Bryana Budda za działania w Afganistanie.
Trzy osoby otrzymały Krzyż Wiktorii dwukrotnie, czyli tzw. VC and Bar – Noel Chavasse, Arthur Martin-Leake i Charles Upham. Dwaj pierwsi byli oficerami medycznymi: Arthur Martin-Leake został odznaczony za ofiarność przy ratowaniu rannych podczas wojny burskiej (1902) i w czasie walk na froncie zachodnim w Belgii w 1914 roku, podobnie jak Noel Chavasse, którego odznaczono kolejno w 1916 i 1917 roku. Natomiast Charles Upham, Nowozelandczyk, otrzymał Krzyż Wiktorii za odwagę: pierwszy za udział w walkach na Krecie w maju 1941 roku, a drugi po bitwie pod Minqar Qaim w Afryce Północnej w czerwcu 1942 roku.

## Opis
Odznaczenie ma formę krzyża kawalerskiego, z lwem Monarchii Brytyjskiej, siedzącym na koronie. Pod koroną znajduje się napis FOR VALOUR (za waleczność); wcześniej był tam tekst FOR BRAVERY (za odwagę), ale zmieniono go na życzenie królowej Wiktorii. Podaje się tradycyjnie, że wszystkie Krzyże Wiktorii zostały odlane z brązu pochodzącego z dwóch rosyjskich armat zdobytych pod Sewastopolem podczas wojny krymskiej, jednakże badania Johna Glanfielda wykazały, że wykonywane były z brązu różnego pochodzenia, a działa znajdujące się obecnie w arsenale w Woolwich są chińskiego pochodzenia (co nie wyklucza ich zdobycia podczas wojny krymskiej), lecz były używane do produkcji krzyży dopiero od 1914.
Początkowo wstążka krzyża była karmazynowa dla żołnierzy sił lądowych, zaś ciemnobłękitna dla marynarzy Royal Navy. Od powołania Royal Air Force w 1918 roku odznaczenie jest noszone wyłącznie na wstążce karmazynowej, niezależnie od rodzaju sił zbrojnych. Osoby, które otrzymały krzyż dwukrotnie, noszą brązowe okucie na wstążce. Oficjalna nazwa takiego krzyża to Victoria Cross and Bar.
Baretka odznaczenia jest karmazynowa; umieszczona jest na niej metalowa miniaturka krzyża. Kolejne nadanie odznaczenia jest na baretce oznaczane poprzez umieszczenie na niej dodatkowej miniaturki.
Odpowiadające Krzyżowi Wiktorii odznaczenie cywilne za akty męstwa okazane w innej sytuacji niż starcie z wrogiem to Krzyż Jerzego.
Z odznaczeniem tym związany jest zwyczaj (chociaż nie zatwierdzony oficjalnie w regulaminach), że nawet żołnierze starsi stopniem jako pierwsi oddają honory odznaczonym Krzyżem Wiktorii.

## Odznaczenia dla obywateli innych państw
Odznaczenie może być nadane również żołnierzom innych państw, których głową jest monarcha brytyjski. Od 1911 roku Krzyż mogli otrzymywać żołnierze Brytyjskiej Armii Indyjskiej. W latach 90. XX w. Australia (1991), Kanada (1993) oraz Nowa Zelandia (1999) ustanowiły własne Krzyże Wiktorii, niezależne od odznaczenia brytyjskiego. Odznaki pozostały praktycznie identyczne jak przy Krzyżu brytyjskim, jedynie w odmianie kanadyjskiej, ze względu na dwujęzyczność państwa, anglojęzyczna dewiza FOR VALOUR została zastąpiona łacińską PRO VALORE.
Obywatele krajów dawnego Imperium brytyjskiego, które obecnie nie uznają brytyjskiego monarchy za głowę państwa, nie kwalifikują się do odznaczenia Krzyżem Wiktorii.